# Associazione Sportiva Polisportiva Messina
La Polisportiva Messina è una squadra di pallanuoto maschile di Messina. 

## Storia
La squadra maschile ha militato un anno in Serie A1, mentre la formazione femminile non è mai andata oltre la Serie B.